# Cooter's Place
Cooter's Place (Lugar de Cooter), también conocido simplemente como Cooter's, es el nombre colectivo de tres museos en los Estados Unidos, exhibiendo recuerdos de la serie de televisión estadounidense de comedia de acción Los Dukes de Hazzard (también conocidos como Los Dukes de la Suerte o Los Duques del Peligro en Hispanoamérica). Los museos llevan el nombre de Cooter Davenport, uno de los personajes principales de la programa.
Los museos son "operados por nada menos que el viejo Cooter;" es decir, Ben Jones.

## Cooter Davenport

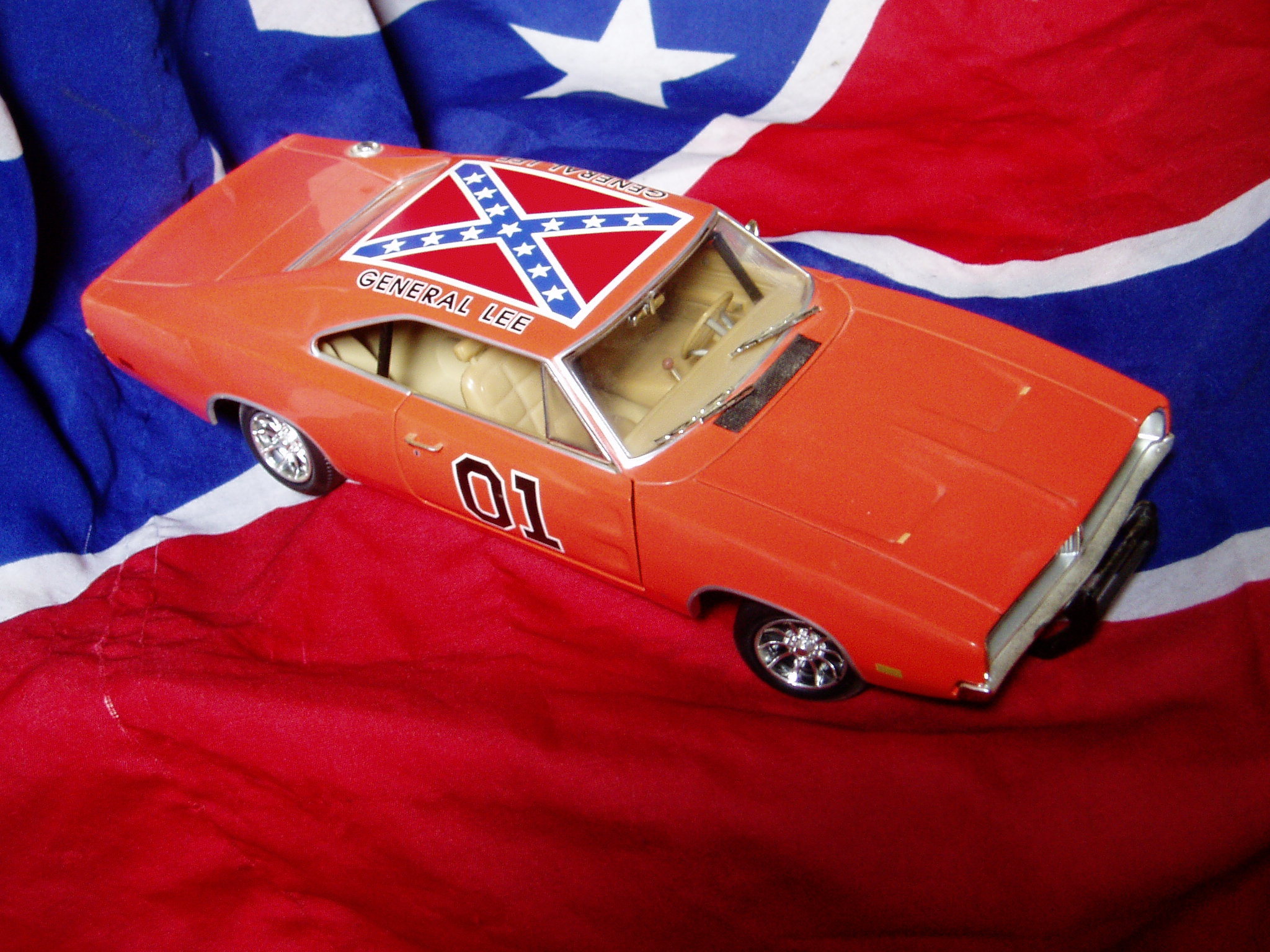
The General Lee (El general lee), el Dodge Charger de Cooter.

Cooter Davenport, el homónimo de los museos, es el mecánico del condado de Hazzard, donde se lleva a cabo la programa. Al comienzo de la primera temporada, se lo representa con una personalidad extremadamente ruidosa; él ignora la ley con frecuencia. Esto le ha valido el apodo y el CB apodo "Crazy Cooter". 
Sin embargo, Cooter logra atenuar su desenfreno al final de la primera temporada, volviéndose más tranquilo. Es dueño de un garaje frente al Departamento del Sheriff del Condado de Hazzard llamado "Cooter's Garage" (Garaje de Cooter).

## Los museos

### Gatlinburg, TN
A pesar de ser oficialmente conocido como "Cooter's (Place in) Gatlinburg", esta ubicación se encuentra en la ciudad vecina de Pigeon Forge. (35°48′26″N 83°34′30″O / 35.8073317, -83.5750242)
Además del museo y la tienda, esta ubicación contiene un campo de minigolf y go-karts.

### Luray, VA
La ubicación de Cooter's Luray presenta a Daisy's Diner (prima dulce de Bo y Luke), Grúa de Cooter ("el destructor"), y garaje de Cooter con otro general lee, todos los cuales son ocurrencias regulares en el programa.

### Nashville, TN
La ubicación de Cooter en Nashville presenta la grúa de Cooter ("el camión de auxilio"), el Jeep de Daisy, el patrullero de Rosco y otro general Lee.